# 氮的同素异形体

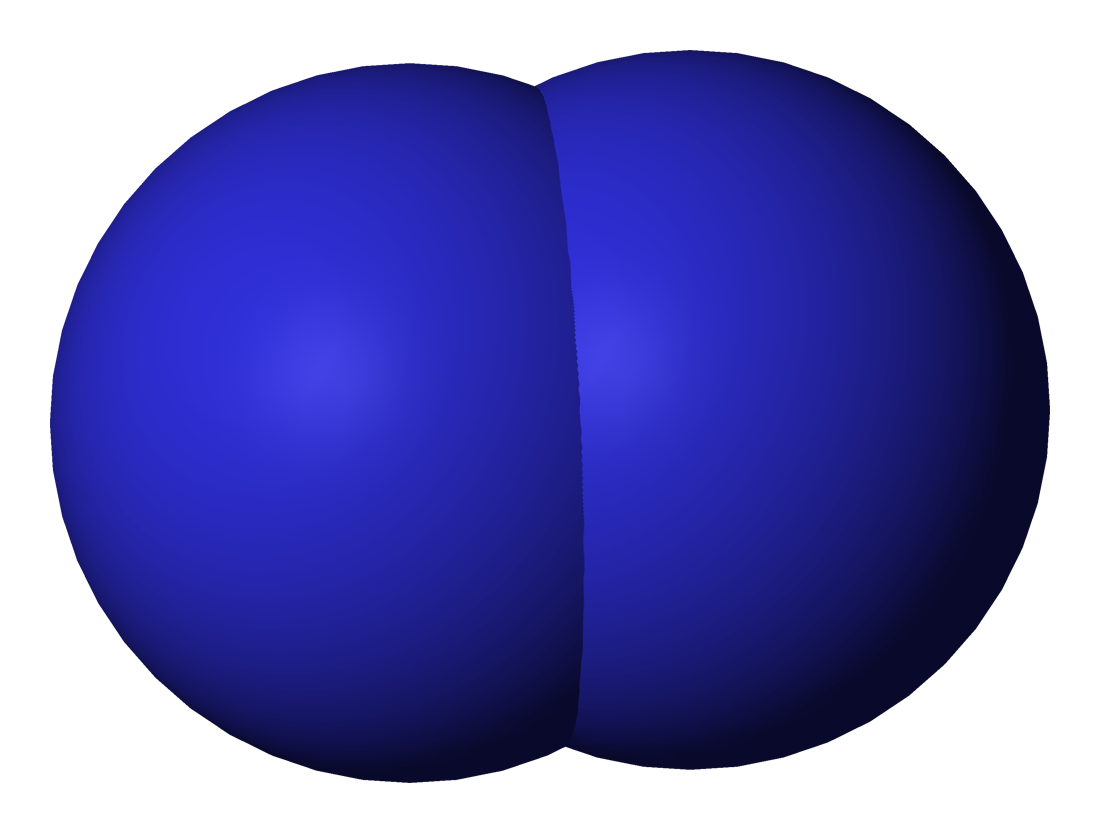
氮气分子模型结构图

人们对氮的同素异形体有着各种认知。其中最熟悉的是氮气（{\displaystyle {\ce {N2}}}），大量存在于地球大气层。其他的包括：
- 氮3 （{\displaystyle {\ce {N3}}}），又称为叠氮自由基，极不稳定，可被制得。
- 氮4 （{\displaystyle {\ce {N4}}}），别名为“氮钻石”，可被制得。[1]
- 五氮阳离子 （{\displaystyle {\rm {\ N_{5}^{+}}}}）是一种5个氮原子组成的氮原子簇离子，可被制得。
- 六嗪 （{\displaystyle {\ce {N6}}}，类似于苯），一种被预测出得氮的同素异形体，不稳定。[2]

- 八氮立方烷 ({\displaystyle {\ce {N8}}})，被推测因为轨道对称的原因会动力学稳定。  [3]